# Cornelio Balmaceda
Cornelio Balmaceda (Sarrat, 15 september 1896 - Manilla, 17 april 1982) was een Filipijns bestuurder en minister. Hij was van 1948 tot 1953 Minister van Handel en Industrie. 

## Biografie
Cornelio Balmaceda werd geboren op 15 september 1896 in Sarrat in de Filipijnse provincie Ilocos Norte. Na het voltooien van een Bachelor of Arts-diploma aan de University of the Philippines in 1918 studeerde Balmaceda op kosten van de overheid in de Verenigde Staten. Daar behaalde hij in 1922 opleiding Master of Business Administration afrondde aan de Harvard-universiteit. In deze periode volgde hij ook vakken in de journalistiek en business aan de Columbia-universiteit en werkte hij voor het U.S. Bureau of Foreign and Domestic Commerce in Washington D.C.. Na terugkeer in de Filipijnen studeerde hij nog rechten. In 1927 behaalde hij een Bachelor-diploma rechten aan de University of Manilla.
Balmaceda werkte van 1935 tot 1937 voor het Bureau of Commerce and Industry. Daarna was hij manager van National Produce Exchange. In 1948, kort na de dood van president Manuel Roxas, benoemde zijn opvolger Elpidio Quirino Calmaceda tot Minister van Handel en Industrie. Deze functie bekleedde hij tot 1953.
Balmaceda overleed in 1982 op 85-jarige leeftijd. Hij was getrouwd met Monica Jamias en kreeg met haar zeven kinderen. In 2012 nam de Senaat van de Filipijnen een resolutie aan waarin zijn belangrijke rol bij het naar de Filipijnen halen van de Asian Development Bank geëerd werd. 